# Achrysocharoides
Achrysocharoides är ett släkte av steklar som beskrevs av Girault 1913. Achrysocharoides ingår i familjen finglanssteklar.

## Dottertaxa tillAchrysocharoides, i alfabetisk ordning[1][2]
- Achrysocharoides acerianus
- Achrysocharoides albiscapus
- Achrysocharoides albus
- Achrysocharoides altilis
- Achrysocharoides arienascapus
- Achrysocharoides atys
- Achrysocharoides australiensis
- Achrysocharoides bipunctatus
- Achrysocharoides bisulcus
- Achrysocharoides bukkensis
- Achrysocharoides butus
- Achrysocharoides cariocus
- Achrysocharoides carpini
- Achrysocharoides celtidis
- Achrysocharoides chrysasteris
- Achrysocharoides cilla
- Achrysocharoides clypeatus
- Achrysocharoides crassinervis
- Achrysocharoides cruentus
- Achrysocharoides frontalis
- Achrysocharoides gahani
- Achrysocharoides guizoti
- Achrysocharoides hirtiscapus
- Achrysocharoides hyloconodis
- Achrysocharoides insignitellae
- Achrysocharoides intricatus
- Achrysocharoides laticollaris
- Achrysocharoides latreillii
- Achrysocharoides liocrobylae
- Achrysocharoides littoralis
- Achrysocharoides mali
- Achrysocharoides marylandi
- Achrysocharoides myricae
- Achrysocharoides nigricoxae
- Achrysocharoides nitidus
- Achrysocharoides niveipes
- Achrysocharoides parva
- Achrysocharoides platanoidae
- Achrysocharoides reticulatus
- Achrysocharoides sarcophagus
- Achrysocharoides splendens
- Achrysocharoides spulerinae
- Achrysocharoides subcollaris
- Achrysocharoides suprafolius
- Achrysocharoides tetrapunctatus
- Achrysocharoides titiani
- Achrysocharoides villosus
- Achrysocharoides viridicornis
- Achrysocharoides yoshimotoi
- Achrysocharoides zwoelferi